# 작업의 정석
"작업의 정석"은 2005년 공개된 대한민국의 로맨틱 코미디 영화이다.

## 배역
- 손예진 : 한지원 역
- 송일국 : 서민준 역
- 현영 : 양수진 역 - 지원 친구
- 안선영 : 오지영 역
- 박준규 : 봉사장 역
- 김애경 : 박여사 역
- 노주현 : 윤호 역 - 민준 부
- 윤영준 : 노도철 역
- 우현 : 경비원 / 전당포 주인 역
- 정정아 : 지원 비서 역
- 안상태 : 비신 역 - 무당
- 정원조 : 응급실 의사
- 김태정 : 응급실 간호사
- 이정훈 : 호텔 매니저
- 김진주 : 스튜어디스
- 홍석천 : DJ 역
- 정용욱 : 왕진의사
- 신우철 : 세준 역
- 신주연 : 조신녀 역
- 백영환 : 웨이터 / 신선 역
- 김소라 : 파티장 여1 역
- 김유경 : 파티장 여2 역
- 서민희 : 파티장 여3 역
- 이주경 : 파티장 웨이터1 역
- 고영민 : 파티장 웨이터2 역
- 하성철 : 파티장 웨이터3 / 미팅 남 역
- 최건용 : 근육남 역
- 정인호 : 근육남 역
- 강영우 : 근육남 역
- 신준하 : 근육남 역
- 정성일 : 근육남 역
- 유우람
- 박용우 : 강성모 역 (특별출연)
- 지상렬 (특별출연)
- 이매리 (특별출연)
- 금보라 (특별출연)
- 더 자두 (자두, 강두) (특별출연)

## 수상
- 2006년 제29회 황금촬영상
  - 신인여우상 - 현영